# Adam Johnson (labdarúgó)
Adam Johnson (Sunderland, 1987. július 14. –) korábbi angol válogatott labdarúgó.

## Statisztika
2014. június 5. szerint
| Klub                     | Bajnokság                | Szezon                   | Bajnokság | Bajnokság | FA-kupa  | FA-kupa | Ligakupa | Ligakupa | Európa   | Európa | Összesen | Összesen |
| Klub                     | Bajnokság                | Szezon                   | Fellépés  | Gól       | Fellépés | Gól     | Fellépés | Gól      | Fellépés | Gól    | Fellépés | Gól      |
| ------------------------ | ------------------------ | ------------------------ | --------- | --------- | -------- | ------- | -------- | -------- | -------- | ------ | -------- | -------- |
| Middlesbrough            | Premier League           | 2004–05                  | 0         | 0         | 0        | 0       | 0        | 0        | 1        | 0      | 1        | 0        |
| Middlesbrough            | Premier League           | 2005–06                  | 13        | 1         | 1        | 0       | 1        | 0        | 3        | 0      | 18       | 1        |
| Middlesbrough            | Premier League           | 2006–07                  | 12        | 0         | 3        | 0       | 1        | 0        | 0        | 0      | 16       | 0        |
| Leeds United (kölcsön)   | Championship             | 2006–07                  | 5         | 0         | 0        | 0       | 0        | 0        | –        | –      | 5        | 0        |
| Middlesbrough            | Premier League           | 2007–08                  | 19        | 1         | 4        | 0       | 1        | 0        | 0        | 0      | 24       | 1        |
| Watford (kölcsön)        | Championship             | 2007–08                  | 12        | 5         | 0        | 0       | 0        | 0        | –        | –      | 12       | 5        |
| Middlesbrough            | Premier League           | 2008–09                  | 26        | 0         | 5        | 0       | 2        | 2        | –        | –      | 33       | 2        |
| Middlesbrough            | Championship             | 2009–10                  | 26        | 11        | 1        | 0       | 1        | 1        | –        | –      | 28       | 12       |
| Middlesbrough összesen   | Middlesbrough összesen   | Middlesbrough összesen   | 96        | 13        | 14       | 0       | 6        | 3        | 4        | -      | 120      | 16       |
| Manchester City          | Premier League           | 2009–10                  | 16        | 1         | –        | –       | –        | –        | –        | –      | 16       | 1        |
| Manchester City          | Premier League           | 2010–11                  | 31        | 4         | 4        | 1       | 1        | 0        | 7        | 2      | 43       | 7        |
| Manchester City          | Premier League           | 2011–12                  | 26        | 6         | 1        | 0       | 4        | 1        | 7        | 0      | 38       | 7        |
| Manchester City összesen | Manchester City összesen | Manchester City összesen | 73        | 11        | 5        | 1       | 5        | 1        | 14       | 2      | 97       | 15       |
| Sunderland               | Premier League           | 2012–13                  | 34        | 5         | 2        | 0       | 3        | 0        | –        | –      | 39       | 5        |
| Sunderland               | Premier League           | 2013–14                  | 36        | 8         | 2        | 1       | 7        | 1        | –        | –      | 45       | 10       |
| Sunderland összesen      | Sunderland összesen      | Sunderland összesen      | 66        | 13        | 4        | 1       | 10       | 1        | 0        | 0      | 80       | 15       |
| Karrier összesen         | Karrier összesen         | Karrier összesen         | 256       | 42        | 23       | 2       | 20       | 5        | 18       | 2      | 318      | 51       |

## Sikerek
Manchester City
Premier League (1): 2011–2012
FA-kupa (1): 2010–2011
Community Shield (1): 2012

## Fordítás
Ez a szócikk részben vagy egészben  az   Adam Johnson (footballer) című angol Wikipédia-szócikk fordításán alapul.  Az eredeti cikk szerkesztőit annak laptörténete sorolja fel. Ez a jelzés csupán a megfogalmazás eredetét és a szerzői jogokat jelzi, nem szolgál a cikkben szereplő információk forrásmegjelöléseként.

## Külső hivatkozások
- transfermarkt profil